# 青山しゅん
青山しゅん（あおやま しゅん、1994年1月11日 - ）は、日本のものまねタレント、YouTuber。千葉県出身。青山学院大学卒業。ジンセイプロ所属。

## 人物
身長174.7cm 体重62kg。スリーサイズはB82・W72.5・H88.5。
靴のサイズは27.5cm。
血液型はB型。
特技はものまねで中学生の頃から始めていた。
小学校6年次に野球で関東大会優勝の実績を持つ。ポジションはライト。
英語検定2級保持。

## ものまねレパートリー
- 阿部寛
- オーイシマサヨシ
- 香取慎吾
- 久保田利伸
- 小峠英二
- 崎山蒼志
- Diggy-MO'
- 西川貴教
- BUMP OF CHICKEN
- 東出昌大
- ビートたけし
- ほしのディスコ（パーパー）
- 松本人志
- もこう
- 山本昌
- 若林正恭

## 出演

### テレビ
- ものまねグランプリ（日本テレビ）